# Gare de Gudaparti
La gare de Gudaparti (code de la gare : GDPT) est une gare indienne située à Vetlapalem, une ville du district du Godavari oriental, dans l'Andhra Pradesh. 
Elle se trouve dans la section Vijayawada-Chennai et est administrée par la division ferroviaire Vijayawada de la zone de chemin de fer de la côte sud. Huit trains s'arrêtent dans cette gare chaque jour. C'est la 3348e station la plus achalandée du pays. 

## Histoire
Entre 1893 et 1896, 1 288 kilomètres du chemin de fer de la côte est, entre Vijayawada et Cuttack, ont été ouverts à la circulation. La partie sud du chemin de fer de la côte est (de Waltair à Vijayawada) fut reprise par le chemin de fer de Madras en 1901.